# 19e étape du Tour de France 2017
Pour un article plus général, voir Tour de France 2017.
La 19e étape du Tour de France 2017 se déroule le vendredi 21 juillet 2017 entre Embrun et Salon-de-Provence, sur une distance de 222,5 kilomètres.

## Déroulement de la course

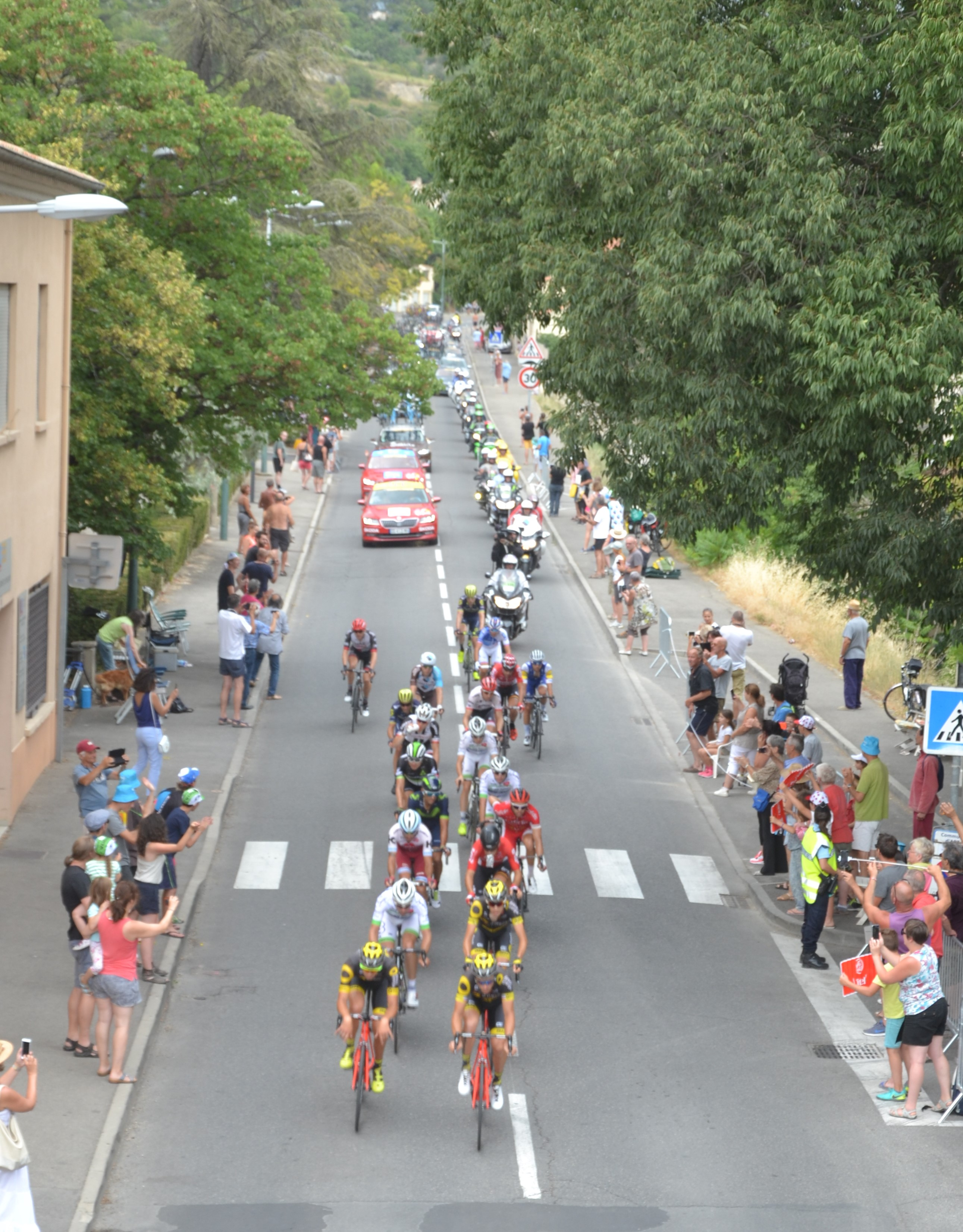
L'échappée entre dans Apt

Un groupe de 20 coureurs s'échappe après 35 km de course. A l'initiative du Belge Keukeleire, un nouveau groupe de neuf coureurs se forme à 20 km de l'arrivée. Chavanel, Arndt, Albasini, De Gendt, Boasson Hagen, Gesbert, Bakelants et Bennati accompagnent le coureur d'Orica-Scott, qui reçoit le Prix de la Combativité.

Boasson Hagen lâche ses compagnons d'échappée à 2,5 km de la ligne. Le Norvégien tient bon jusqu'à l'arrivée pour décrocher le troisième succès de sa carrière au Tour de France. L'Allemand Nikias Arndt (Sunweb) termine deuxième à 5 secondes. Keukeleire se classe troisième à 17 secondes, suivi de Bennati et De Gendt. 

## Résultats

### Classement de l'étape
| \| Classement de l'étape \| Classement de l'étape \| Classement de l'étape \| Classement de l'étape \| Classement de l'étape \| \| Coureur \| Coureur \| Pays \| Équipe \| Temps \| \| --------------------- \| --------------------- \| --------------------- \| --------------------- \| --------------------- \| \| 1er \| Edvald Boasson Hagen \| Norvège \| Dimension Data \| 5 h 06 min 09 s \| \| 2e \| Nikias Arndt \| Allemagne \| Team Sunweb \| + 5 s \| \| 3e \| Jens Keukeleire \| Belgique \| Orica-Scott \| + 17 s \| \| 4e \| Daniele Bennati \| Italie \| Movistar Team \| + 17 s \| \| 5e \| Thomas De Gendt \| Belgique \| Lotto-Soudal \| + 17 s \| \| 6e \| Sylvain Chavanel \| France \| Direct Énergie \| + 17 s \| \| 7e \| Élie Gesbert \| France \| Fortuneo-Oscaro \| + 17 s \| \| 8e \| Jan Bakelants \| Belgique \| AG2R La Mondiale \| + 17 s \| \| 9e \| Michael Albasini \| Suisse \| Orica-Scott \| + 19 s \| \| 10e \| Pierre-Luc Périchon \| France \| Fortuneo-Oscaro \| + 1 min 32 s \| |                      |           |                  |                 |
| |                      |           |                  |                 |
| Source : ProCyclingStats |                      |           |                  |                 |
| Classement de l'étape |                      |           |                  |                 |
| Coureur | Coureur              | Pays      | Équipe           | Temps           |
| 1er | Edvald Boasson Hagen | Norvège   | Dimension Data   | 5 h 06 min 09 s |
| 2e | Nikias Arndt         | Allemagne | Team Sunweb      | + 5 s           |
| 3e | Jens Keukeleire      | Belgique  | Orica-Scott      | + 17 s          |
| 4e | Daniele Bennati      | Italie    | Movistar Team    | + 17 s          |
| 5e | Thomas De Gendt      | Belgique  | Lotto-Soudal     | + 17 s          |
| 6e | Sylvain Chavanel     | France    | Direct Énergie   | + 17 s          |
| 7e | Élie Gesbert         | France    | Fortuneo-Oscaro  | + 17 s          |
| 8e | Jan Bakelants        | Belgique  | AG2R La Mondiale | + 17 s          |
| 9e | Michael Albasini     | Suisse    | Orica-Scott      | + 19 s          |
| 10e | Pierre-Luc Périchon  | France    | Fortuneo-Oscaro  | + 1 min 32 s    |

### Points attribués
| Sprint intermédiaire - Banon (km 136,5) | Sprint intermédiaire - Banon (km 136,5) | Sprint intermédiaire - Banon (km 136,5) | Sprint intermédiaire - Banon (km 136,5) | Sprint intermédiaire - Banon (km 136,5) |
| --------------------------------------- | --------------------------------------- | --------------------------------------- | --------------------------------------- | --------------------------------------- |
|                                         | Coureur                                 | Pays                                    | Équipe                                  | Point(s)                                |
| 1er                                     | Thomas De Gendt                         | Belgique                                | Lotto-Soudal                            | 20                                      |
| 2e                                      | Élie Gesbert                            | France                                  | Fortuneo-Oscaro                         | 17                                      |
| 3e                                      | Jan Bakelants                           | Belgique                                | AG2R La Mondiale                        | 15                                      |
| 4e                                      | Lilian Calmejane                        | France                                  | Direct Énergie                          | 13                                      |
| 5e                                      | Tony Gallopin                           | France                                  | Lotto-Soudal                            | 11                                      |
| 6e                                      | Edvald Boasson Hagen                    | Norvège                                 | Dimension Data                          | 10                                      |
| 7e                                      | Daniele Bennati                         | Italie                                  | Movistar                                | 9                                       |
| 8e                                      | Jens Keukeleire                         | Belgique                                | Orica-Scott                             | 8                                       |
| 9e                                      | Bauke Mollema                           | Pays-Bas                                | Trek-Segafredo                          | 7                                       |
| 10e                                     | Julien Simon                            | France                                  | Cofidis                                 | 6                                       |
| 11e                                     | Sylvain Chavanel                        | France                                  | Direct Énergie                          | 5                                       |
| 12e                                     | Romain Sicard                           | France                                  | Direct Énergie                          | 4                                       |
| 13e                                     | Ben Swift                               | Royaume-Uni                             | UAE Emirates                            | 3                                       |
| 14e                                     | Rudy Molard                             | France                                  | FDJ                                     | 2                                       |
| 15e                                     | Nikias Arndt                            | Allemagne                               | Sunweb                                  | 1                                       |
| modifier                                |                                         |                                         |                                         |                                         |

| Arrivée d'étape - Salon-de-Provence (km 222,5) | Arrivée d'étape - Salon-de-Provence (km 222,5) | Arrivée d'étape - Salon-de-Provence (km 222,5) | Arrivée d'étape - Salon-de-Provence (km 222,5) | Arrivée d'étape - Salon-de-Provence (km 222,5) |
| ---------------------------------------------- | ---------------------------------------------- | ---------------------------------------------- | ---------------------------------------------- | ---------------------------------------------- |
|                                                | Coureur                                        | Pays                                           | Équipe                                         | Point(s)                                       |
| 1er                                            | Edvald Boasson Hagen                           | Norvège                                        | Dimension Data                                 | 50                                             |
| 2e                                             | Nikias Arndt                                   | Allemagne                                      | Sunweb                                         | 30                                             |
| 3e                                             | Jens Keukeleire                                | Belgique                                       | Orica-Scott                                    | 20                                             |
| 4e                                             | Daniele Bennati                                | Italie                                         | Movistar                                       | 18                                             |
| 5e                                             | Thomas De Gendt                                | Belgique                                       | Lotto-Soudal                                   | 16                                             |
| 6e                                             | Sylvain Chavanel                               | France                                         | Direct Énergie                                 | 14                                             |
| 7e                                             | Élie Gesbert                                   | France                                         | Fortuneo-Oscaro                                | 12                                             |
| 8e                                             | Jan Bakelants                                  | Belgique                                       | AG2R La Mondiale                               | 10                                             |
| 9e                                             | Michael Albasini                               | Suisse                                         | Orica-Scott                                    | 8                                              |
| 10e                                            | Pierre-Luc Perichon                            | France                                         | Fortuneo-Oscaro                                | 7                                              |
| 11e                                            | Lilian Calmejane                               | France                                         | Direct Énergie                                 | 6                                              |
| 12e                                            | Ben Swift                                      | Royaume-Uni                                    | UAE Emirates                                   | 5                                              |
| 13e                                            | Gianluca Brambilla                             | Italie                                         | Quick-Step Floors                              | 4                                              |
| 14e                                            | Julien Simon                                   | France                                         | Cofidis                                        | 3                                              |
| 15e                                            | Romain Hardy                                   | France                                         | Fortuneo-Oscaro                                | 2                                              |
| modifier                                       |                                                |                                                |                                                |                                                |

|   | Coureur              | Pays      | Équipe         | Secondes |
| - | -------------------- | --------- | -------------- | -------- |
| 1 | Edvald Boasson Hagen | Norvège   | Dimension Data | 10 s     |
| 2 | Nikias Arndt         | Allemagne | Sunweb         | 6 s      |
| 3 | Jens Keukeleire      | Belgique  | Orica-Scott    | 4 s      |

### Cols et côtes
| Col Lebraut (km 26) 3e catégorie (4,7 km à 6 %) | Col Lebraut (km 26) 3e catégorie (4,7 km à 6 %) | Col Lebraut (km 26) 3e catégorie (4,7 km à 6 %) | Col Lebraut (km 26) 3e catégorie (4,7 km à 6 %) | Col Lebraut (km 26) 3e catégorie (4,7 km à 6 %) |
| ----------------------------------------------- | ----------------------------------------------- | ----------------------------------------------- | ----------------------------------------------- | ----------------------------------------------- |
|                                                 | Coureur                                         | Pays                                            | Équipe                                          | Point(s)                                        |
| 1er                                             | Romain Sicard                                   | France                                          | Direct Énergie                                  | 2                                               |
| 2e                                              | Pierre Rolland                                  | France                                          | Cannondale-Drapac                               | 1                                               |
| modifier                                        |                                                 |                                                 |                                                 |                                                 |

| Côte de Bréziers (km 43) 3e catégorie (2,3 km à 5,8%) | Côte de Bréziers (km 43) 3e catégorie (2,3 km à 5,8%) | Côte de Bréziers (km 43) 3e catégorie (2,3 km à 5,8%) | Côte de Bréziers (km 43) 3e catégorie (2,3 km à 5,8%) | Côte de Bréziers (km 43) 3e catégorie (2,3 km à 5,8%) |
| ----------------------------------------------------- | ----------------------------------------------------- | ----------------------------------------------------- | ----------------------------------------------------- | ----------------------------------------------------- |
|                                                       | Coureur                                               | Pays                                                  | Équipe                                                | Point(s)                                              |
| 1er                                                   | Romain Hardy                                          | France                                                | Fortuneo-Oscaro                                       | 2                                                     |
| 2e                                                    | Thomas De Gendt                                       | Belgique                                              | Lotto-Soudal                                          | 1                                                     |
| modifier                                              |                                                       |                                                       |                                                       |                                                       |

| \| Col du Pointu (km 177,5) 3e catégorie (5,8 km à 4,1%) \| Col du Pointu (km 177,5) 3e catégorie (5,8 km à 4,1%) \| Col du Pointu (km 177,5) 3e catégorie (5,8 km à 4,1%) \| Col du Pointu (km 177,5) 3e catégorie (5,8 km à 4,1%) \| Col du Pointu (km 177,5) 3e catégorie (5,8 km à 4,1%) \| \| ----------------------------------------------------- \| ----------------------------------------------------- \| ----------------------------------------------------- \| ----------------------------------------------------- \| ----------------------------------------------------- \| \| \| Coureur \| Pays \| Équipe \| Point(s) \| \| 1er \| Romain Sicard \| France \| Direct Énergie \| 2 \| \| 2e \| Élie Gesbert \| France \| Fortuneo-Oscaro \| 1 \| \| modifier \| \| \| \| \| |               |        |                 |          |
| Col du Pointu (km 177,5) 3e catégorie (5,8 km à 4,1%) |               |        |                 |          |
| | Coureur       | Pays   | Équipe          | Point(s) |
| 1er | Romain Sicard | France | Direct Énergie  | 2        |
| 2e | Élie Gesbert  | France | Fortuneo-Oscaro | 1        |
| modifier |               |        |                 |          |

## Classements à l'issue de l'étape

### Classement général
| \| Classement général \| Classement général \| Classement général \| Classement général \| Classement général \| \| Coureur \| Coureur \| Pays \| Équipe \| Temps \| \| ------------------ \| ------------------ \| ------------------ \| ------------------ \| ------------------ \| \| 1er \| Christopher Froome \| Royaume-Uni \| Team Sky \| 83 h 26 min 55 s \| \| 2e \| Romain Bardet \| France \| AG2R La Mondiale \| + 23 s \| \| 3e \| Rigoberto Urán \| Colombie \| Cannondale-Drapac \| + 29 s \| \| 4e \| Mikel Landa \| Espagne \| Team Sky \| + 1 min 36 s \| \| 5e \| Fabio Aru \| Italie \| Astana \| + 1 min 55 s \| \| 6e \| Dan Martin \| Irlande \| Quick-Step Floors \| + 2 min 56 s \| \| 7e \| Simon Yates \| Royaume-Uni \| Orica-Scott \| + 4 min 46 s \| \| 8e \| Louis Meintjes \| Afrique du Sud \| UAE Team Emirates \| + 6 min 52 s \| \| 9e \| Warren Barguil \| France \| Team Sunweb \| + 8 min 22 s \| \| 10e \| Alberto Contador \| Espagne \| Trek-Segafredo \| + 8 min 34 s \| |                    |                |                   |                  |
| |                    |                |                   |                  |
| Source : ProCyclingStats |                    |                |                   |                  |
| Classement général |                    |                |                   |                  |
| Coureur | Coureur            | Pays           | Équipe            | Temps            |
| 1er | Christopher Froome | Royaume-Uni    | Team Sky          | 83 h 26 min 55 s |
| 2e | Romain Bardet      | France         | AG2R La Mondiale  | + 23 s           |
| 3e | Rigoberto Urán     | Colombie       | Cannondale-Drapac | + 29 s           |
| 4e | Mikel Landa        | Espagne        | Team Sky          | + 1 min 36 s     |
| 5e | Fabio Aru          | Italie         | Astana            | + 1 min 55 s     |
| 6e | Dan Martin         | Irlande        | Quick-Step Floors | + 2 min 56 s     |
| 7e | Simon Yates        | Royaume-Uni    | Orica-Scott       | + 4 min 46 s     |
| 8e | Louis Meintjes     | Afrique du Sud | UAE Team Emirates | + 6 min 52 s     |
| 9e | Warren Barguil     | France         | Team Sunweb       | + 8 min 22 s     |
| 10e | Alberto Contador   | Espagne        | Trek-Segafredo    | + 8 min 34 s     |

### Classement par points
| Classement par points | Classement par points | Classement par points | Classement par points | Classement par points |
| Coureur               | Coureur               | Pays                  | Équipe                | Points                |
| --------------------- | --------------------- | --------------------- | --------------------- | --------------------- |
| 1er                   | Michael Matthews      | Australie             | Team Sunweb           | 364 pts               |
| 2e                    | André Greipel         | Allemagne             | Lotto-Soudal          | 204 pts               |
| 3e                    | Edvald Boasson Hagen  | Norvège               | Dimension Data        | 200 pts               |
| 4e                    | Sonny Colbrelli       | Italie                | Bahrain-Merida        | 163 pts               |
| 5e                    | Alexander Kristoff    | Norvège               | Katusha-Alpecin       | 158 pts               |
| 6e                    | Thomas De Gendt       | Belgique              | Lotto-Soudal          | 146 pts               |
| 7e                    | Christopher Froome    | Royaume-Uni           | Team Sky              | 118 pts               |
| 8e                    | Dan Martin            | Irlande               | Quick-Step Floors     | 106 pts               |
| 9e                    | Warren Barguil        | France                | Team Sunweb           | 100 pts               |
| 10e                   | Rigoberto Urán        | Colombie              | Cannondale-Drapac     | 98 pts                |

### Classement du meilleur jeune
| Classement général du meilleur jeune | Classement général du meilleur jeune | Classement général du meilleur jeune | Classement général du meilleur jeune | Classement général du meilleur jeune |
|                                      | Coureur                              | Pays                                 | Équipe                               | Temps                                |
| ------------------------------------ | ------------------------------------ | ------------------------------------ | ------------------------------------ | ------------------------------------ |
| 1er                                  | Simon Yates                          | Royaume-Uni                          | Orica-Scott                          | en 83 h 31 min 41 s                  |
| 2e                                   | Louis Meintjes                       | Afrique du Sud                       | UAE Emirates                         | + 2 min 6 s                          |
| 3e                                   | Emanuel Buchmann                     | Allemagne                            | Bora-Hansgrohe                       | + 26 min 15 s                        |
| 4e                                   | Tiesj Benoot                         | Belgique                             | Lotto-Soudal                         | + 36 min 3 s                         |
| 5e                                   | Guillaume Martin                     | France                               | Wanty-Groupe Gobert                  | + 46 min 7 s                         |
| 6e                                   | Pierre Latour                        | France                               | AG2R La Mondiale                     | + 1 h 5 min 48 s                     |
| 7e                                   | Lilian Calmejane                     | France                               | Direct Énergie                       | + 1 h 29 min 9 s                     |
| 8e                                   | Michael Valgren                      | Danemark                             | Orica-Scott                          | + 2 h 18 min 46 s                    |
| 9e                                   | Alexey Lutsenko                      | Kazakhstan                           | Astana                               | + 2 h 31 min 23 s                    |
| 10e                                  | Dylan Van Baarle                     | Pays-Bas                             | Cannondale-Drapac                    | + 2 h 41 min 9 s                     |
| modifier                             |                                      |                                      |                                      |                                      |

### Classement du meilleur grimpeur
| Classement du meilleur grimpeur | Classement du meilleur grimpeur | Classement du meilleur grimpeur | Classement du meilleur grimpeur | Classement du meilleur grimpeur |
| ------------------------------- | ------------------------------- | ------------------------------- | ------------------------------- | ------------------------------- |
|                                 | Coureur                         | Pays                            | Équipe                          | Point(s)                        |
| 1er                             | Warren Barguil                  | France                          | Sunweb                          | 169 points                      |
| 2e                              | Primož Roglič                   | Slovénie                        | Lotto NL-Jumbo                  | 80 pts                          |
| 3e                              | Thomas De Gendt                 | Belgique                        | Lotto-Soudal                    | 65 pts                          |
| 4e                              | Darwin Atapuma                  | Colombie                        | UAE Team Emirates               | 55 pts                          |
| 5e                              | Christopher Froome              | Royaume-Uni                     | Sky                             | 51 pts                          |
| 6e                              | Romain Bardet                   | France                          | AG2R La Mondiale                | 47 pts                          |
| 7e                              | Mikel Landa                     | Espagne                         | Sky                             | 45 pts                          |
| 8e                              | Bauke Mollema                   | Pays-Bas                        | Trek-Segafredo                  | 37 pts                          |
| 9e                              | Alberto Contador                | Espagne                         | Trek-Segafredo                  | 36 pts                          |
| 10e                             | Serge Pauwels                   | Belgique                        | Dimension Data                  | 32 pts                          |
| modifier                        |                                 |                                 |                                 |                                 |

### Classement par équipes
| Classement par équipes | Classement par équipes | Classement par équipes | Classement par équipes |
| Équipe                 | Équipe                 | Pays                   | Temps                  |
| ---------------------- | ---------------------- | ---------------------- | ---------------------- |
| 1re                    | Sky                    | Royaume-Uni            | 250 h 38 min 26 s      |
| 2e                     | AG2R La Mondiale       | France                 | + 3 min 08 s           |
| 3e                     | Trek-Segafredo         | États-Unis             | + 1 h 41 min 51 s      |
| 4e                     | BMC Racing Team        | États-Unis             | + 1 h 47 min 35 s      |
| 5e                     | Orica-Scott            | Australie              | + 1 h 49 min 29 s      |
| 6e                     | Movistar Team          | Espagne                | + 1 h 53 min 15 s      |
| 7e                     | Cannondale-Drapac      | États-Unis             | + 2 h 13 min 24 s      |
| 8e                     | Fortuneo-Oscaro        | France                 | + 2 h 13 min 31 s      |
| 9e                     | Astana                 | Kazakhstan             | + 2 h 24 min 47 s      |
| 10e                    | Lotto-Soudal           | Belgique               | + 2 h 25 min 32 s      |

## Abandons
- 167 -  Timo Roosen (Team Lotto NL-Jumbo) : abandon
- 196 -  Ondřej Cink (Bahrain-Merida) : abandon